# Vizegrafschaft Castillon
Die Vizegrafschaft Castillon lag im Südwesten Frankreichs. Zentrum war der Ort Castillon-sur-Dordogne (heute Castillon-la-Bataille). Die Bedeutung der Vizegrafschaft, die seit dem 10. Jahrhundert bezeugt ist, bestand in der Sicherung des Übergangs über die Dordogne.
Die Familie der Vizegrafen verlor die Herrschaft aufgrund einer Rebellion der Barone Guyennes gegen Simon IV. de Montfort. Ende des 13. Jahrhunderts kam Castillon an Jean de Grailly. Dessen Nachkommen herrschten in Castillon – mit einer durch die Auseinandersetzungen zwischen England und Frankreich bedingten kurzen Unterbrechung – bis ins 16. Jahrhundert hinein.
Nachfolger des Hauses Grailly war ab Mitte des 16. Jahrhunderts das Haus La Tour d’Auvergne (Turenne). Am 3. Dezember 1719 verkaufte der Herzog von Bouillon die Vizegrafschaft Castillon an Antoine Bonnet de Talmont, der sie 1731 an André François Benoit Le Berthon weiterverkaufte, den Ersten Präsidenten des Parlement in Bordeaux. André Le Berthon, dessen Sohn, verkaufte seinen Besitz 1795, nachdem er seine herrschaftlichen Rechte eingebüßt hatte.

## Vizegrafen von Castillon

### Familie Castillon
- Pons de Castillon (* 935), Herr (oder Prokonsul) von Castillon; ⚭Tot de Gascogne.
- Arnaud-Aimond de Castillon (* um 970, † nach 1022), Sohn von Pons, Herr (oder Prokonsul) von Castillon.
- Gaucelin de Castillon (* um 1000, † um 1050), Sohn von Arnaud-Aimon, Herr (oder Prokonsul) von Castillon.
- Olivier de Castillon (* um 1030, † Juni 1086), Sohn von Gaucelin, Vicomte von Castillon; ⚭ NN de Chalais. Er ist der Gründer des Benediktinerklosters in Castillon, er erhielt vom Abt von Saint-Florent de Saumur einige Ordensleute, die er nach Castillon brachte, wo er ihnen die Kirche Notre-Dame et Saint-Florent bauen ließ.
- Pierre I. de Castillon († um 1099), Sohn von Olivier, Vicomte de Castillon; ⚭ Assalhilde. 1096 Kreuzritter, nahm am 28. Juni 1098 an der Belagerung von Antiochia teil.
- Hélie I. de Castillon († nach 1155), Bruder von Pierre I., Vicomte de Castillon et d‘Entre-Dordogne in Abwesenheit von Pierre I. Er hatte zwei Söhne, Pierre II. (späterer Vicomte) und Hélie II. (wurde Mönch). Der ungewöhnliche Titel Vicomte d'Entre-Dordogne, wird Hélie I. von den Äbten von Guîtres und Saint-Émilion (olim Vicecomes de Interdordonia) verliehen
- Pierre II. de Castillon (* um 1122; † vor 1178), Sohn von Hélie, Vicomte de Castillon und Seigneur d‘Aubeterre; ⚭ Agnes. Er gründete 1137 die Zisterzienserabtei Faise in Les Artigues-de-Lussac
- Pierre III. de Castillon († nach 1201 in Aubeterre), Sohn von Pierre II., Vicomte de Castillon und Seigneur d‘Aubeterre; ⚭ Genosia, Dame de Chalais. Er nahm ab Februar 1190 am Dritten Kreuzzug teil
- Hélie III. de Castillon, Sohn von Pierre III.
- Pierre IV. de Castillon, Sohn von Hélie III., Vicomte de Castillon, Herr von Aubeterre und Chalais
- Pierre V. de Castillon. Weil er aktiv an der Revolte gegen Simon de Montfort teilnahm, wurde die Vicomté beschlagnahmt und 1266 Jean de Grailly gegeben.

### Familie Grailly
- Jean I. de Grailly († um 1303) (Grailly)
- Pierre II. de Grailly, 1307/56 bezeugt, sein Sohn, Vicomte de Bénauges et de Castillon; ⚭ (1) Assalhilde de Bordeaux, Captal de Buch; ⚭ (2) Rosemburge de Périgord, Tochter von Hélie de Talleyrand, Graf von Périgord (Haus Périgord)
- Jean II. de Grailly († 1343), dessen Sohn aus erster Ehe, Captal de Buch, Vicomte de Bénauges et de Castillon; ⚭ Blanche de Foix, Tochter von Gaston I., Graf von Foix (Haus Comminges)
- Jean III. de Grailly, († 1376) dessen Sohn, Captal de Buch
- Archambaud de Grailly (* um 1330; † 1412), Sohn von Peter II. aus dessen zweiter Ehe, 1365 Vicomte de Castillon et de Gurson, 1376 Captal de Buch und Vicomte de Bénauges, 1398 Graf von Foix usw.; ⚭ Isabelle, 1398 Gräfin von Foix und Bigorre, Viscount von Béarn und Castelbon usw., Schwester von Matthieu, Graf von Foix.
- Gaston I. de Foix-Grailly († nach 1455), sein Sohn, 1412–1451 Captal de Buch, Graf von Bénauges und Vicomte de Castillon, Seigneur de Grailly
- Jean IV. de Foix-Grailly († 1485), dessen Sohn, erhält 1461 Castillon zurück
- Gaston II. de Foix-Candale († 1500), seit 1485 Captal de Buch, Graf von Candale und Bénauges sowie Vicomte de Castillon
- Alain, dessen Sohn, Vicomte de Castillon

### Familien Aydie und Gramont
- Odet d’Aydie, Graf von Comminges, Vicomte de Castillon und Fronsac
- Madeleine d'Aydie dite de Lescun, Dame de Castillon, dessen Tochter; ⚭ 1505 Louis de Gramont, 1535 Vicomte de Castillon (Dax (Adelsgeschlecht))
- Françoise, deren Tochter, Vicomtesse von Castillon

### Famillie La Tour d’Auvergne
- Henri de La Tour d’Auvergne († 1623), Vicomte de Turenne, Vicomte de Castillon, 1594 souveräner 5. Herzog von Bouillon, 4. Fürst von Sedan
- Frédéric-Maurice de La Tour d’Auvergne († 1652), dessen Sohn.
- Godefroy Maurice de La Tour d’Auvergne († 1721), dessen Sohn
- EmmanuelThéodors de la Tour d’Auvergne († 1730), dessen Sohn, verkauft Castillon 1719 an Antoine Bonnet de Talmont

### Famillien Bonnet und Le Berthon
- Antoine Bonnet de Talmont
- Benoît Le Berthon († 1762), Erster Präsidenten des Parlement in Bordeaux, kauft Castillon 1731
- André Le Berthon (* 1713; † 1800), dessen Sohn, Erster Präsidenten des Parlement in Bordeaux, verkauft Castillon 1795